# John Roe (mathématicien)
Pour les articles homonymes, voir John Roe (homonymie) et Roe.
John Roe est un mathématicien britannique né le 6 octobre 1959 et mort le 9 mars 2018.

## Biographie
Roe grandit à la campagne, dans le Shropshire. Il fréquente le collège de Rugby, étudie à Cambridge, et soutient en 1985 son Ph.D. à Oxford, sous la direction de Michael Atiyah. Il est postdoctorant au MSRI (Berkeley) puis tuteur au Jesus College (Oxford). Depuis 1998, il est professeur à Penn State.
Ses recherches portent sur la géométrie « grossière » (en) (coarse geometry), qui traite des espaces métriques à l'équivalence près « identiques vus de loin ». Il étudie aussi des généralisations du théorème de l'indice d'Atiyah-Singer, en définissant l'indice d'opérateurs elliptiques sur des variétés non compactes (l'indice n'est alors plus un nombre entier mais un élément d'un groupe défini dans le cadre de la K-théorie des algèbres d'opérateurs). Il a appliqué cette théorie à la conjecture de Novikov (en) en topologie différentielle. Il travaille sur la géométrie non commutative (au sens d'Alain Connes) et il fait partie du comité de rédaction du Journal of Noncommutative Geometry (nl) et du Journal of Topology.
Roe reçoit le prix Whitehead en 1996. Il est membre de l'AMS.
Il est marié depuis 1986 et a deux enfants.

## Sélection de publications
- Elementary Geometry, OUP, 1993 [lire en ligne]
- Coarse Cohomology and Index Theory on Complete Riemannian Manifolds, AMS, 1993 [lire en ligne]
- (éditeur) Index Theory, Coarse Geometry and Topology of Manifolds, AMS, 1996 [lire en ligne]
- (avec Nigel Higson) Analytic K-Homology, OUP, 2000 [lire en ligne]
- (éditeur avec Nigel Higson) Surveys in Noncommutative Geometry, AMS/CMI, 2006 [lire en ligne]
- Elliptic operators, topology and asymptotic methods, Wiley, 1988 [lire en ligne]
- Lectures on Coarse Geometry, AMS, 2003
- (avec Nigel Higson) « Amenable group actions and the Novikov conjecture », J. Reine Angew. Math., vol. 519, 2000, p. 143-153 [lire en ligne]